# Melnikovo
Melnikovo (russe : Ме́льниково; finnois : Räisälä) est un village du raïon de Priozersk de l'oblast de Léningrad, en Russie.

## Histoire
Räisälä était l'un des plus anciens centres et colonies de l'isthme de Carélie. 
Des découvertes archéologiques, datant des 6e et 7e siècles, éclairent l'histoire des débuts de la Carélie.  
Tiurinlinna, construit sur le point le plus étroit de Vuoksi sur Linnasaari, était un ancien et remarquable lieu de résidence, d'abri et de commerce. 
Cette ville unique, déjà fortifiée et habitée à l'époque payenne, a été détruite lors d'une attaque surprise par des soldats suédois en 1411.
Après la paix de Pähkinäsaari (1323), Räisälä, qui appartenait à Novgorod et plus tard à l'Empire russe en tant que région frontalière du nord-ouest, a connu le même sort que les autres régions frontalières orientales au XVIIe siècle, étant un champ de bataille entre la Suède et la Russie pendant des décennies.
La paroisse luthérienne de Räisälä existait au moins depuis 1635. 
La dernière église en granit rouge conçue par l'architecte Josef Stenbäck est achevée en 1912. 
Le retable "Jésus bénit les enfants" est peint par Robert Wilhelm Ekman. 
L'église orthodoxe, qui avait appartenu à la paroisse de Tiurula (Hiitola) jusqu'en 1932, a ensuite été annexée à la paroisse orthodoxe de Käkisalmi.
En 1939, le village de Räisälä appartient à la commune de Räisälä dans la région de Vyborg en Finlande avant que les territoires de la commune soient cédés à la Russie après la Guerre d'Hiver et la Guerre de Continuation.
En 1948, le village de Räisälä est renommé Melnikovo.
Les territoires de la commune sont répartis principalement entre les communes rurales de Melnikovo (Räisälä), Sevastjanovo (Kaukola) et Larionovo (Norsjoki), qui appartiennent au raïon de Priozersk (Käkisalmen piiri).
Selon les plans de rapatriement de 1945, les habitants de  Räisälä ont été installés au sud du Satakunta et au nord de la Finlande propre à Eura, Eurajoki, Harjavalta, Honkilahti, Kiukainen, Lappi et Säkylä.